# NGC 2547
NGC 2547 es un cúmulo abierto del sur de Vela, descubierto por Nicolas Louis de Lacaille en 1751. El cúmulo estelar es joven, con una edad de 20-30 millones de años.
Las observaciones realizadas con el telescopio espacial Spitzer, mostraron una cáscara alrededor de la estrella de tipo B3 III/IV HD 68478. Esto podría ser un signo de pérdida de masa reciente en esta estrella.
Un estudio realizado con los datos de Gaia DR2 mostró que NGC 2547 se formó hace unos 30 millones de años junto con un nuevo cúmulo estelar descubierto, llamado [BBJ2018] 6. El cúmulo estelar NGC 2547 tiene una edad similar a la de Trumper 10, NGC 2451B, Collinder 135 y Collinder 140. Se sugirió que todos estos cúmulos se formaron en un único evento de formación estelar desencadenado.
NGC 2547 muestra evidencia de segregación de masa hasta 3 M☉.

## Miembros del cúmulo con discos de escombros
Las observaciones con el telescopio espacial Spitzer han mostrado que ≤1% de las estrellas de NGC 2547 tienen exceso de infrarrojos en 8,0 μm y que entre 30 y 45% de las estrellas de tipo B a F tienen exceso de infrarrojos en 24 μm.
El sistema 2MASS J08090250-4858172, también llamado ID8, se encuentra en NGC 2547 y mostró un brillo sustancial del disco de escombros en una longitud de onda de 3 a 5 micrómetros, seguido de un decaimiento durante un año. Esto se interpretó como un impacto violento en un cuerpo planetario de este sistema.
NGC 2547 contiene nueve enanas M con exceso de 24 μm. Podrían ser discos de escombros y el material podría estar orbitando cerca de la línea de nieve de estas estrellas, lo que indica que la formación de planetas está en marcha en estos sistemas. Más tarde se sugirió que estas enanas M podrían contener discos de Peter Pan. 2MASS 08093547-4913033, que es una de las enanas M con un disco de escombros en NGC 2547 fue observada con el Espectrógrafo Infrarrojo Spitzer. En este sistema se realizó la primera detección de silicato en un disco de escombros alrededor de una estrella de tipo M.

## Galería
| |
| Colisión de asteroides - construcción de planetas cerca de la estrella NGC 2547-ID8 (concepto artístico) |

| |
| Gráfico del brillo IR en el tiempo que sugiere una colisión de asteroides cerca de la estrella NGC 2547-0ID8 (2012-2013). |

|                                                         |
| Acercamiento al cúmulo estelar abierto NGC 2547 (en HD) |

|                                                             |
| Secuencia Pan en el cúmulo estelar abierto NGC 2547 (en HD) |

| |
| Imagen infrarroja de NGC 2547 tomada con el Spitzer Space Telescope. Debajo del centro se ve HD 68478 y la cáscara que rodea a esta estrella. |

|                                                                          |
| Vista de campo amplio de NGC 2547, creada a partir de imágenes del DSS2. |